# Værksted og værktøj
|  | Denne artikel er oprettet af botten Steenthbot ud fra en ekstern database. Den kan derfor have sproglige fejl eller mangler. Denne skabelon kan fjernes efter kontrol af indholdet. |

Værksted og værktøj er en dansk dokumentarfilm fra 1956 instrueret af Ib Dam.

## Handling
I filmen gives der anvisninger på værkstedsindretning og værkstedsmontering, sådan som det bør være i et moderne landbrug.